# 銀波郡
銀波郡（：／ Ŭnpha gun */?）是朝鮮民主主義人民共和國黃海北道西部的一個郡，西隔載寧江與黃海南道相望。2008年人口110,988人。下分1邑、1勞動者區、15里。
原為鳳山郡一部，1952年設郡。